# Luz Eliana
Luz Eliana, cuyo nombre es Luz Eliana Barraza Valenzuela (Valparaíso, Región de Valparaíso, 19 de septiembre de 1939), es una cantante perteneciente a la nueva ola chilena. Ganó el certamen internacional del Festival de la Canción de Viña del Mar en 1968.

## Trayectoria
Comenzó su carrera musical en 1961, cantando en el programa Calducho de la Radio Portales de Valparaíso. Durante sus primeros años como cantante, se presentó junto con la orquesta de Roberto Inglez. En 1962, viajó a Santiago con el productor Camilo Fernández para realizar sus primeras grabaciones. Su nombre artístico fue sugerido por el locutor radial Miguel Davagnino.
La cantante se caracterizó por adaptar éxitos internacionales —como «Aunque sé» («Et pourtant», 1963, Charles Aznavour), «En mi mundo» («Il mio mondo», 1963, de Umberto Bindi y Gino Paoli), «No soy tuya» («You Don't Own Me», 1963, Lesley Gore), «Muriendo de amor» («Goin' Out Of My Head», 1964, Little Anthony and the Imperials), «Mi amor» («My Love», 1965, Petula Clark), «Mi mundo está vacío sin tu amor» («My World Is Empty Without You», 1965, The Supremes), «Corazón loco» («Un cuore matto», 1967, Little Tony) y «Rezo una oración por ti» («I Say a Little Prayer», 1967, Dionne Warwick y 1968, Aretha Franklin)—. Cantó acompañada de las orquestas de Valentín Trujillo, de Horacio Saavedra y del Sindicato Profesional Orquestal. Uno de los géneros musicales preferidos de la cantante es el jazz, razón por la cual ha sido denominada «la Ella Fitzgerald chilena».
En 1968, ganó el certamen internacional del IX Festival de la Canción de Viña del Mar, interpretando la canción «Palabras». En 1977, participó en el XVIII Festival de la Canción de Viña del Mar con el tema «De cara al viento», del autor Luis «Poncho» Venegas, obteniendo el tercer lugar y el premio a la artista más popular.
Tras un periodo de inactividad de aproximadamente catorce años, la cantante volvió a los escenarios junto con sus compañeros de la nueva ola en 2001, durante el XLII Festival de la Canción de Viña del Mar. Desde entonces, ha realizado diversas presentaciones a lo largo de Chile. En 2003, participó en el disco Generaciones. Dos épocas en dueto, donde grabó una versión de la canción «Aunque sé» junto al grupo Papanegro. Dos años después, volvió a colaborar con el grupo en la canción «Un paso más» del disco Compacto.
En mayo de 2014 apareció en la película Un concierto inolvidable, del director Elías Llanos. En ella compartió pantalla con otros cantantes de la nueva ola, como Cecilia, Danny Chilean, Luis Dimas, Buddy Richard y Peter Rock.

## Discografía
Solista
- 1967 - Mis grandes éxitos / El show de Luz Eliana
- 2000 - Mano a mano
- 2009 - Grandes éxitos